# Cynthia Eckert
Cynthia Eckert   (Evanston, 27 d'octubre de 1965) és una ex-remadora estatunidenca que va competir durant les dècades de 1980 i 1990.
El 1988 va prendre part en els Jocs Olímpics de Seül, on fou cinquena en la prova del quatre amb timoner del programa de rem. Quatre anys més tard, als Jocs de Barcelona, guanyà la medalla de plata en la competició del quatre sense timoner del programa de rem. Formà equip amb Shelagh Donohoe, Carol Feeney i Amy Fuller. En el seu palmarès també destaquen dues medalles de plata al Campionat del món de rem.